# 1907 dans les parcs de loisirs
| Années des parcs de loisirs : 1904 - 1905 - 1906 - 1907 - 1908 - 1909 - 1910    |
| Décennies des parcs de loisirs : 1870 - 1880 - 1890 - 1900 - 1910 - 1920 - 1930 |

## Les parcs d'attractions

### Ouverture
- Electric Park (en) à Kansas City ( États-Unis)
- Hersheypark ( États-Unis)
- Luna Park (Seattle) ( États-Unis)
- Santa Cruz Beach Boardwalk ( États-Unis)
- White City (Louisiane) ( États-Unis)

## Les attractions

### Montagnes russes

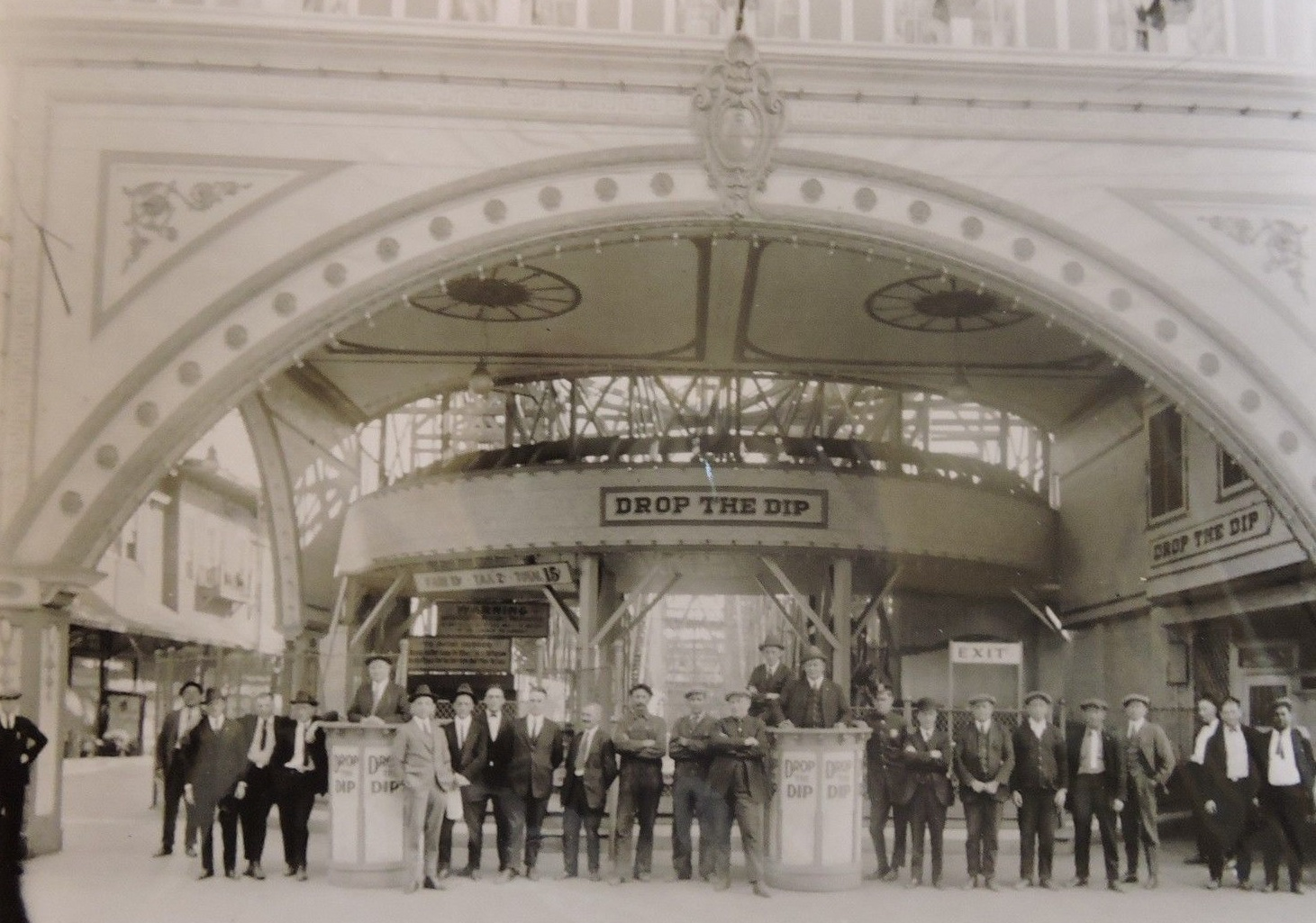
Drop the Dip

| Nom            | Type/Modèle | Constructeur           | Parc              | Pays       |
| -------------- | ----------- | ---------------------- | ----------------- | ---------- |
| Drop the Dip   | Bois        | Arthur Jarvis          | Coney Island      | États-Unis |
| Rough Riders   | Bois        | William F. Mangels     | Coney Island      | États-Unis |
| Scenic Railway | Bois        | Frederick Ingersoll    | Waldameer Park    | États-Unis |
| Scenic Railway | Bois        | LaMarcus Adna Thompson | Euclid Beach Park | États-Unis |

- Drop the Dip

### Autres attractions
| Nom            | Type/Modèle | Constructeur             | Parc                     | Pays       |
| -------------- | ----------- | ------------------------ | ------------------------ | ---------- |
| Merry-Go-Round | Carrousel   | Dentzel Carousel Company | Hersheypark              | États-Unis |
| The Red Mill   | Old Mill    |                          | Luna Park (Coney Island) | États-Unis |

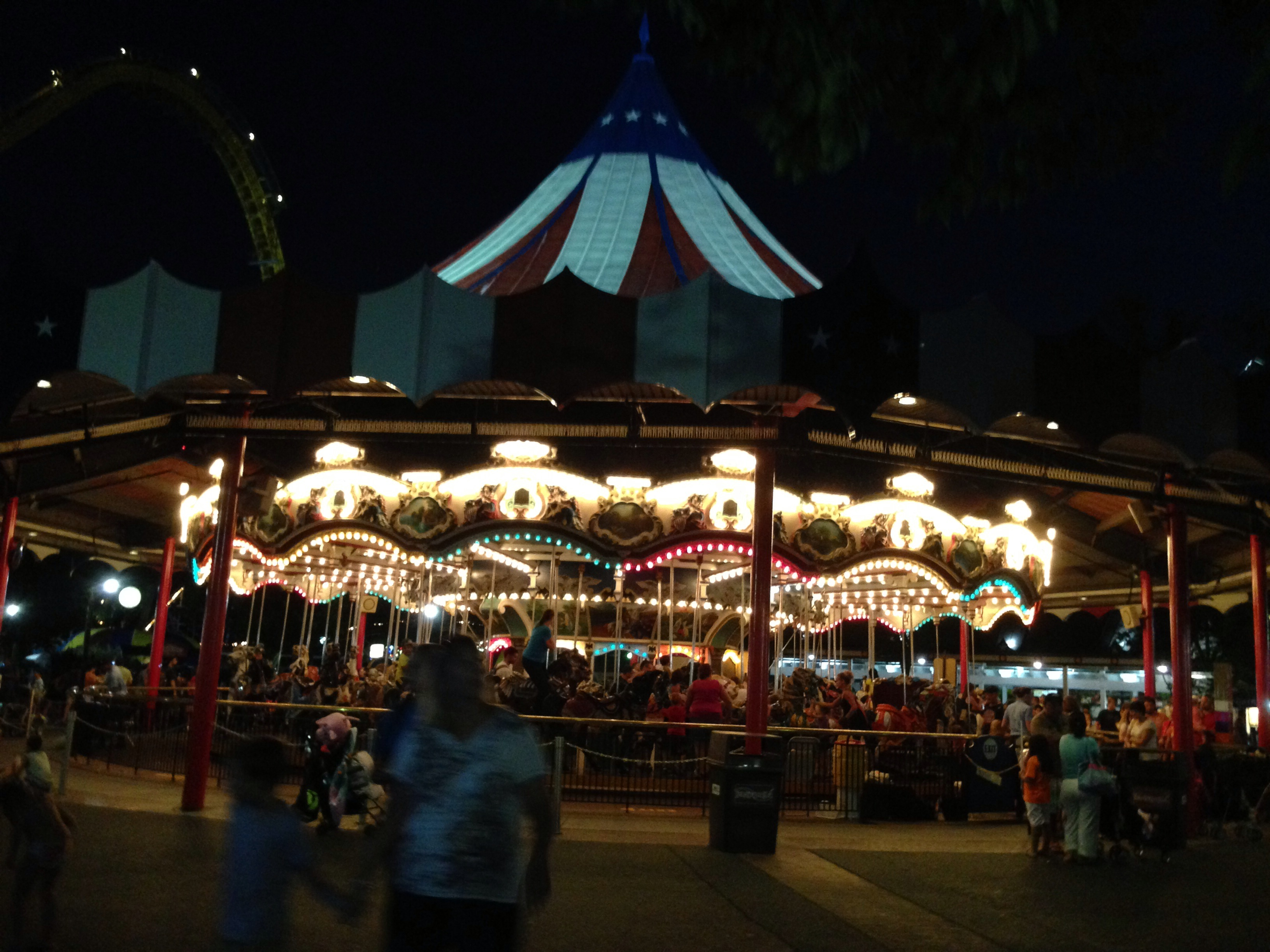
Merry-Go-Round
The Red Mill